# Clan Sakakibara
Il clan Sakakibara (榊原氏?, Sakakibara-shi) fu un clan del Giappone feudale delle province di Ise e Mikawa. Godette di notevole potere durante il periodo Edo poiché fu un clan sempre servitore dei Tokugawa soprattutto durante il caotico periodo Sengoku. Con il rinnovamento Meiji il daimyō del clan divenne visconte.

## Storia
I Sakakibara rivendicarono la propria discendenza dallo Seiwa Genji attraverso il clan Nikki, che governò due distretti della provincia di Iga dal primo periodo Muromachi. Il discendente di nona generazione di Nikki Yoshinaga si trasferì nel villaggio di Sakakibara nella provincia di Ise (nell'odierna Tsu) e suo figlio, Toshinaga, fu il primo a prendere il nome di "Sakakibara".
I Sakakibara inizialmente servirono il clan Kitabatake, ma in seguito trasferirono la propria fedeltà al clan Oda, e nel 1584 furono considerati servitori di Oda Nobukane, fratello di Oda Nobunaga. Intorno allo stesso periodo, un ramo del clan si stabilì nella provincia di Mikawa ed entrò nel servizio di Tokugawa Ieyasu. La storia del clan inizia approssimativamente in questo periodo, e ci sono alcune indicazioni che fanno supporre che i Sakakibara di Mikawa fossero il ramo principale del clan.
Sakakibara Yasumasa (1548-1606) divenne importante generale di Tokugawa Ieyasu. Insieme a Sakai Tadatsugu, Ii Naomasa e Honda Tadakatsu, era conosciuto come uno dei "quattro re celesti del Tokugawa" (Shitennō-Tokugawa). Dopo la battaglia di Sekigahara gli fu concesso l'onore speciale di cambiare il suo nome per usare uno dei kanji del nome di Ieyasu, ossia Yasu. Fu insignito dell'Han (feudo) del dominio di Tatebayashi (100.000 koku) nella provincia di Kōzuke.

## Fudai daimyō
Durante la loro storia i Sakakibara furono spostati molte volte di feudo dallo shogunato Tokugawa:
- 1643-1649: dominio di Shirakawa (140.000 koku) nella provincia di Mutsu.
- 1649-1667: dominio di Himeji (150.000 koku) nella provincia di Harima.
- 1667-1704: dominio di Murakami (150.000 koku) nella provincia di Echigo.
- 1704-1741: dominio di Himeji (150.000 koku) nella provincia di Harima.
- 1741-1871: dominio di Takada (150.000 koku) nella provincia di Echigo.

Durante la guerra Boshin, dopo l'incertezza iniziale, il clan si schierò con gli eserciti imperiali e si scontrò contro gli Ōuetsu Reppan Dōmei durante la battaglia di Aizu. Dopo il rinnovamento Meiji l'ultimo daimyō del dominio Takeda (e il 16 ° capo ereditario del clan Sakakibara), Sakakibara Masataka, fu abilitato con il titolo di visconte (shishaku) con il nuovo sistema nobiliare denominato kazoku.